# Сирано де Бержерак, Савиньен
Эркю́ль Савинье́н Сирано́ де Бержера́к (фр. Hercule Savinien Cyrano de Bergerac, 6 марта 1619, Париж — 28 июля 1655, Саннуа) — французский драматург, философ, поэт и писатель, один из предшественников научной фантастики (написал два романа о жителях солнечной и лунной поверхностей); гвардеец. Прототип героя пьесы Эдмона Ростана «Сирано де Бержерак».

## Биография

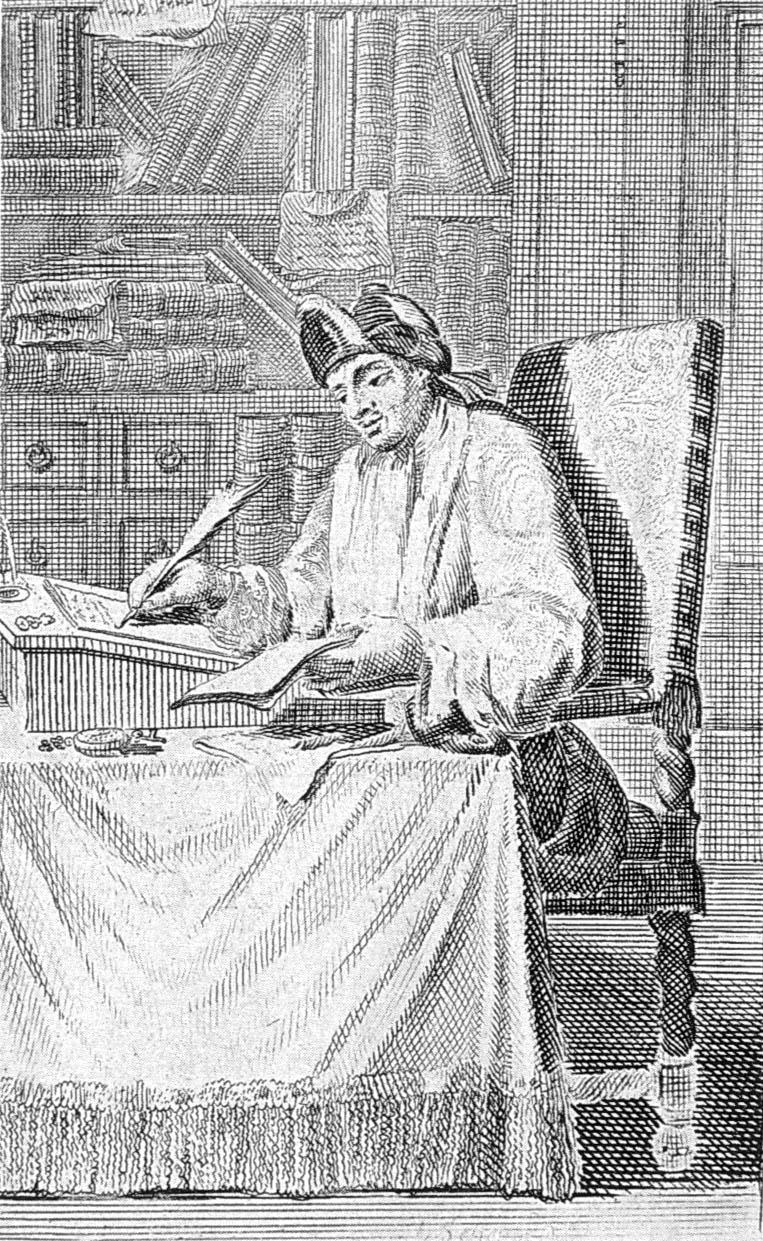
Сирано де Бержерак. Гравюра XVII века

Сирано родился 6 марта 1619 года в Париже. Посещал коллеж Бове, потом вместе с Мольером — учебные занятия философа Гассенди.
В 1639 году добавил к своей изначальной фамилии «де Бержерак» (название родового имения Сирано).
Поступив на военную службу, участвовал в составе королевской гвардии в осаде Музона (1639) и в осаде Арраса (1640), под которым был ранен и, хотя излечился, но 15 лет спустя умер именно от последствий этого ранения. В 1645 году из-за проблем со здоровьем оставил военную службу. Есть версия, что поэт страдал сифилисом.
В 1646 году состоялась театральная премьера его пьесы «Проученный педант».
Скончался 28 июля 1655 году в Саннуа.

## Творчество

### Драматургия
Трагедия «Смерть Агриппины» (La Mort d’Agrippine, 1653) вызвала обвинения в атеизме, в результате чего покровитель Сирано, герцог д’Арпажон, прекратил отношения с ним. «Проученный педант» (Le Pédant joué, 1654) — одна из первых прозаических комедий на французском языке — получил отрицательные отзывы критиков. Между тем она представляет интерес: используя сюжетную схему комедии дель арте, Сирано уделяет основное внимание речевой характеристике персонажей (в частности, впервые на французской сцене приводит образец диалектальной речи). Два эпизода «Проученного педанта» были заимствованы Мольером в его «Проделках Скапена».

### Сатирические произведения
В годы Фронды Сирано написал семь «Мазаринад» (Masarinades, 1649), представляющих собой резкие памфлеты, где финансовой политике кардинала Мазарини противопоставлены идеи эгалитаризма. В дальнейшем, однако, Сирано изменил точку зрения и в «Письме против фрондёров» (La Lettre contre Les Frondeurs, 1651) выступил как апологет абсолютизма. Кроме того, Сирано де Бержерак — автор «Сатирических писем» (Lettres satyriques, 1654), адресованных реальным лицам, в том числе Скаррону.

### «Иной свет»

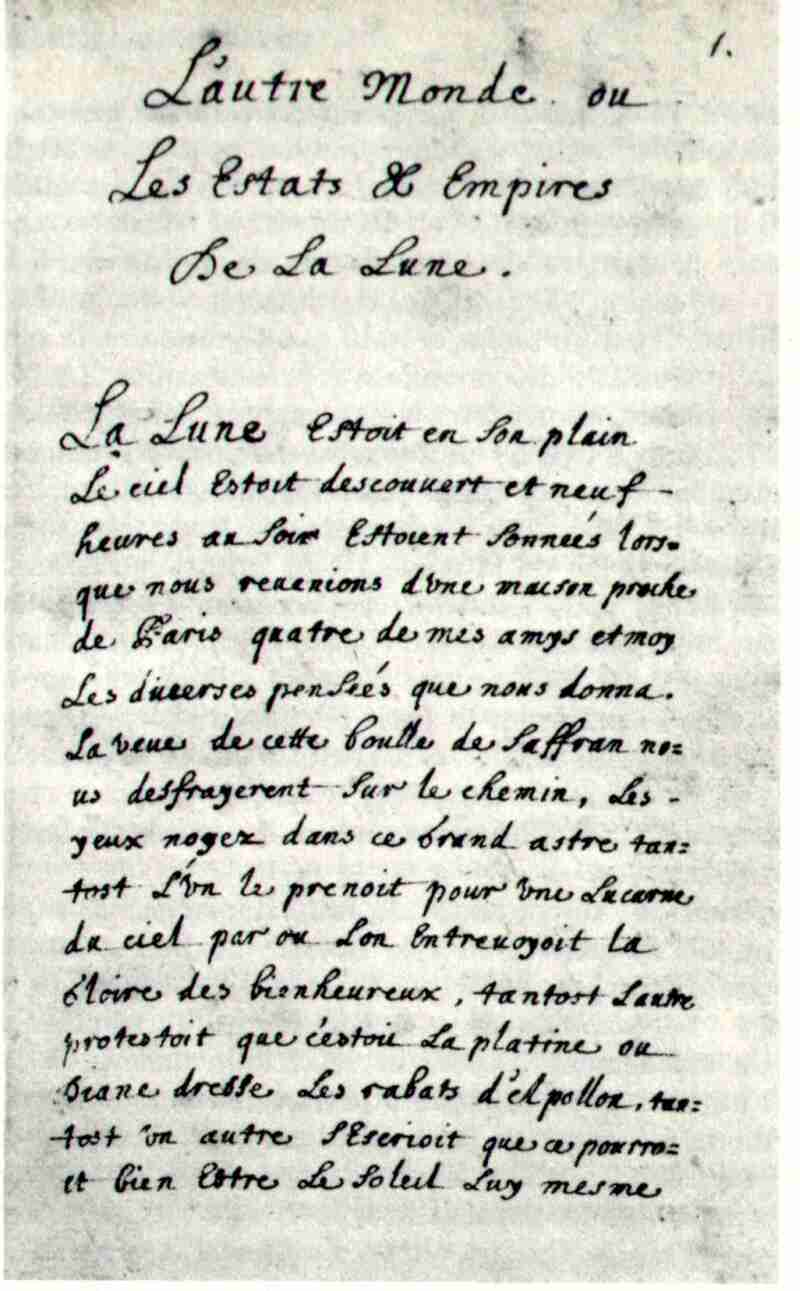
Первая страница автографа «Государства и империй Луны»

Наиболее знаменитое сочинение Сирано де Бержерака — опубликованная посмертно романная дилогия под общим названием «Иной свет» (L’Autre monde): «Иной свет, или государства и империи Луны» (Histoire comique des États et Empires de la Lune, 1650, опубл. в 1657) и «Иной свет, или государства и империи Солнца» (Histoire comique des États et Empires du Soleil, 1662), где Сирано описывает от первого лица воображаемое путешествие на Луну и Солнце и жизненный уклад тамошних аборигенов. Издатель существенно обеднил оригинальный текст писателя — лишь в XX веке он был восстановлен по обнаруженной рукописи.
«Иной свет» — прежде всего философское произведение. Повествуя о жизни на Луне, писатель раскрывает свою концепцию Вселенной и человека. Он смеется над системой Птолемея, отрицает бессмертие души и издевается над верой в чудеса. В романе ощущается влияние идеологии либертинажа и прослеживаются идеи гностицизма, алхимии, теософии, натурфилософии и средневековых мистиков. Сирано де Бержерак опирался на традицию Лукиана, Рабле, утопии Томаса Мора и Кампанеллы (последний выведен в качестве одного из персонажей «Государств и империи Солнца»).
Непосредственным предшественником Сирано в описании путешествий на Луну считается англичанин Фрэнсис Годвин, автор романа «Человек на Луне» (1638); главный герой Годвина, Доминик Гонсалес, вновь появляется на страницах «Государств и империи Луны».
Свифт в «Путешествиях Гулливера» и Вольтер в «Микромегасе» также многим обязаны дилогии Сирано. По мнению Ш. Нодье, который указывал также о влиянии Сирано на Фонтенеля в его «Разговорах о множестве миров» и писал про критику Вольтером его предшественника: «„Микромегас“ написан гораздо лучше, чем „Путешествие на Луну“; одно лишь скверно: сочинитель его не блещет ни ученостью Сирано, ни его самобытностью».

## Сирано — литературный персонаж
Наибольшую известность Бержерак получил как персонаж пьесы Эдмона Ростана «Сирано де Бержерак». Имя Сирано стало нарицательным для обозначения человека с огромным носом, а также истинного гасконца — поэта и дуэлянта. Вокруг Сирано де Бержерака бытует легенда, что, будучи отчаянным дуэлянтом, он так ни разу не был побеждён; существует также миф, что он однажды выиграл бой с сотней противников, что также получило своё отражение в пьесе Ростана. После смерти поэта был опубликован анонимный сатирический памфлет «Сражение Сирано де Бержерака с обезьяной кукольника Бриоши на Новом мосту», в котором нашла отражения скандальная история об убийстве балаганной обезьяны Фаготена. Второй раз это сочинение было напечатано в 1704 году, после чего неоднократно переиздавалось. 
Является главным героем книги Луи Галле «Капитан Сатана, или Приключения Сирано де Бержерака».
Сирано де Бержерак послужил прототипом Сен-Савена — персонажа романа «Остров Накануне» Умберто Эко. Многие изречения Сен-Савьена были заимствованы из произведений писателя.
Сирано — один из главных героев серии книг Филипа Фармера «Мир Реки» (наряду с другими известными историческими персонажами)
Также Сирано является одним из основных действующих лиц научно-фантастического романа-трилогии Александра Казанцева «Клокочущая пустота».
Безымянный фехтовальщик, появляющийся в XV главе научно-фантастического романа Роберта Хайнлайна «Дорога славы» (1963), очень напоминает Сирано де Бержерака.

## Киновоплощения
Прославившая Сирано пьеса Э.Ростана неоднократно экранизировалась, его образ также появлялся в ряде «мушкетёрских» фильмов.
- 1900 — Бенуа Констан Кокелин («Сирано де Бержерак» / Cyrano de Bergerac (Франция)
- 1923 — Пьер Маньё («Сирано де Бержерак» / Cyrano de Bergerac (Франция)
- 1938 — Лесли Бэнкс («Сирано де Бержерак» / Cyrano de Bergerac (Англия)
- 1946 — Клод Дофен («Сирано де Бержерак» / Cyrano de Bergerac (Франция)
- 1949 — Хосе Феррер («The Philco Television Playhouse» (сериал, США), эпизод «Cyrano de Bergerac»
- 1950 — «Сирано де Бержерак» (фильм, США)
- 1960 — Клод Барма («Сирано де Бержерак» / Cyrano de Bergerac (Франция))
- 1964 — «Сирано и д'Артаньян» (Франция)
- 1974 — «ABC Afterschool Specials» (сериал, США), эпизод «Cyrano»
- 1961 — Ролан Пети («1-2-3-4 ou Les collants noirs» (Франция)
- 1962 — Кристофер Пламмер («Сирано де Бержерак» / Cyrano de Bergerac (США)
- 1962 — Барон Мюнхгаузен (ЧССР) — Карел Хёгер
- 1963 — Альберто Бонуччи («Четыре мушкетёра» / I quattro moschettieri (Италия-Франция)
- 1975 — Гуус Хермус («Сирано де Бержерак» / Cyrano de Bergerac (Нидерланды)
- 1978 — Дени Ганьо («Сирано де Бержерак» / Cyrano de Bergerac (Франция)
- 1981 — Джон Сэксон («Остров фантазий» (сериал, США). Эпизод «Cyrano/The Magician»
- 1983 — «Парад звезд»
- 1986 — Хосе Мария Флотатс («Сирано де Бержерак» / Cyrano de Bergerac (Испания)
- 1989 — Жан-Пьер Кассель («Возвращение мушкетёров»)
- 1989 — Григорий Гладий («Сирано де Бержерак», СССР)
- 1990 — Жерар Депардьё («Сирано де Бержерак»)
- 2000 — Клаус Мария Брандауэр («Сирано де Бержерак» (фильм)
- 2005 — Роберто Аланья («Сирано де Бержерак» (фильм)
- 2008 — Пласидо Доминго («Сирано де Бержерак» (фильм)
- 2008 — Кевин Клайн («Great Performances» (сериал). Эпизод «Cyrano de Bergerac»
- 2018 — Оливье Гурме («Сирано. Успеть до премьеры» (фильм)
- 2021 — Питер Динклэйдж («Сирано»).

## Память
- Образ Сирано де Бержерака вдохновлял не только писателей, но и композиторов: его жизни и похождениям посвящены опера Франко Альфано «Сирано де Бержерак» (1936, заглавная партия вошла в репертуар Пласидо Доминго), мюзикл Кара Караева «Неистовый гасконец» (1973), мюзикл Владимира Баскина «Сирано де Бержерак» (2013).
- В 1970 году Международный астрономический союз присвоил имя Сирано де Бержерака кратеру на обратной стороне Луны.